# Parc national de Gunung Rinjani
Le parc national de Gunung Rinjani (Taman Nasional Gunung Rinjani) est un parc national situé sur l'île de Lombok en Indonésie. 